# HUD (gry komputerowe)

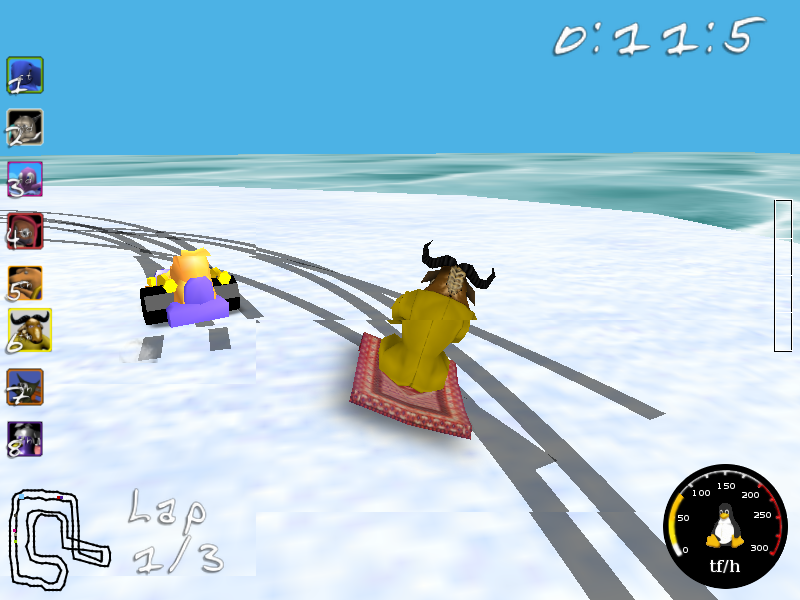
HUD w grze SuperTuxKart

HUD (ang. heads-up display) – integralna część większości gier komputerowych, zawierająca dodatkowe informacje na temat postaci lub obiektów sterowanych przez gracza, które ułatwiają rozgrywkę. Nazwa wywodzi się od tzw. wyświetlacza przeziernego HUD stosowanego np. przez pilotów samolotów bojowych.

## Przykłady
Przykładami elementów HUD-u są:
- pasek życia/many/magii/wściekłości/wytrzymałości/ukrycia często występujący wraz z wizerunkiem postaci gracza
- poziom doświadczenia
- posiadany ekwipunek
- umiejętności postaci
- mini-mapa, radar, lub kompas
- prędkościomierz
- wizerunki sojuszników z najważniejszymi informacjami o nich
- okienka związane z zadaniami
- miernik czasu